# Henry Lerolle

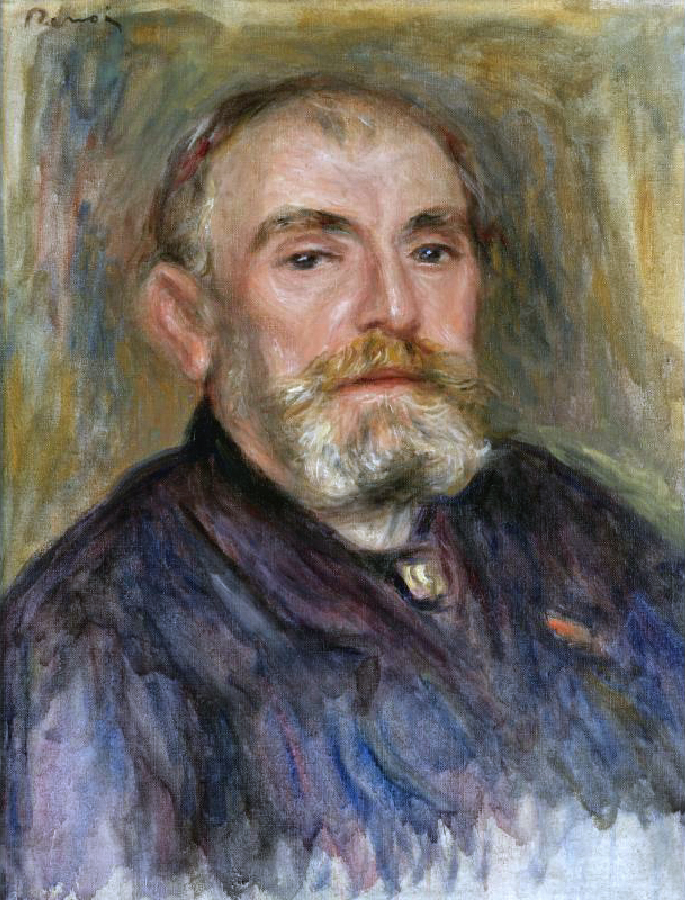
Henry Lerolle, door Renoir.

Henry Lerolle of Henri Lerolle (Parijs, 4 oktober 1848 - aldaar, 23 april 1929) was een Frans kunstschilder en kunstverzamelaar. Hij was nauw bevriend met bekende kunstschilders uit zijn tijd, voor wie hij vaak optrad als mecenas en voor wie hij en zijn familie vaak model stonden. Via zijn vrouw, violiste Madeleine Escudier, schoonzus van Ernest Chausson, verkeerde hij ook onder vooraanstaande musici.

## Leven en werk
Lerolle was afkomstig uit de gegoede bourgeoisie. Zijn broer Paul werd later een vooraanstaand politicus. Hij studeerde aan de Académie Suisse te Parijs en vervolgens in het atelier bij Louis Lamothe, waar ook Edgar Degas en James Tissot in de leer waren. Aanvankelijk werkte hij in een klassiek-realistische stijl, soms met invloeden van het oriëntalisme. Zijn latere werken vertoont duidelijke invloeden van het impressionisme, met meer aandacht voor kleur en compositie. Hij exposeerde in de Parijse salon in 1868, 1885 en 1895. Ook maakte hij diverse muurschilderingen, onder andere in het Stadhuis van Parijs en in de Sorbonne.
Lerolle verkeerde in vooraanstaande kunstkringen. Hij was bevriend met Edgar Degas, Claude Monet, Pierre Auguste Renoir, Maurice Denis, Gustave Moreau en Paul-Albert Besnard. Voor velen van hen was hij ook een soort van mecenas. Hij kocht veel van hun werken en bouwde aldus een grote kunstverzameling op, met veel werken van Renoir en Corot. Veel van zijn verzamelde werken kwamen na zijn dood terecht in de Verenigde Staten. Zijn zoon Guillaume (1884-1954) werd er in de jaren dertig directeur van het Carnegie Museum of Arts in Pittsburgh.
Lerolle was getrouwd met de violiste Madeleine Escudier, die een schoonzus was van Ernest Chausson. Veelvuldig kwamen ook vooraanstaande musici bij hem over de vloer, zoals Claude Debussy, met wie hij nauw bevriend raakte, en Paul Dukas, Vincent d'Indy en later Sergej Prokofjev, Maurice Ravel, Erik Satie en Igor Stravinski. Ook zijn twee dochters, Yvonne (1877-1944) en Christine (1879-1941), musiceerden. Lerolle, zijn vrouw en zijn kinderen werden veelvuldig vastgelegd op het witte doek door onder andere Renoir, Degas, Denis, Fantin-Latour en Besnard.
Lerolle werd in 1889 opgenomen in het Legion d'Honneur. Hij overleed in 1929, 80 jaar oud en werd begraven op het Cimetière du Montparnasse. Zijn werk behoort tot de collecties van onder andere het Metropolitan Museum of Art in New York, het Museum of Fine Arts te Boston, het Musée d'Orsay te Parijs en het Fine Arts Museums of San Francisco.

## Schilderijen van Lerolle

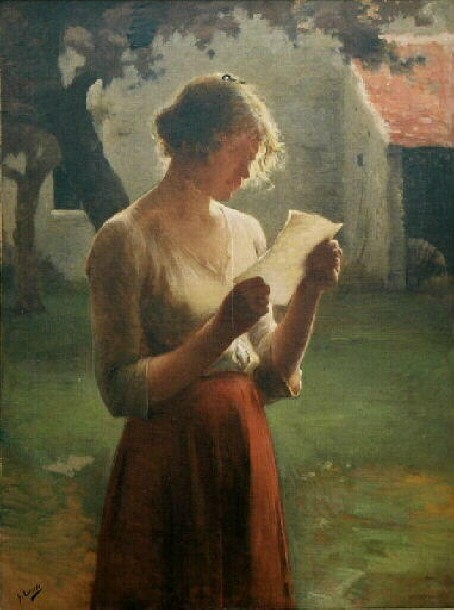
Lezende vrouw
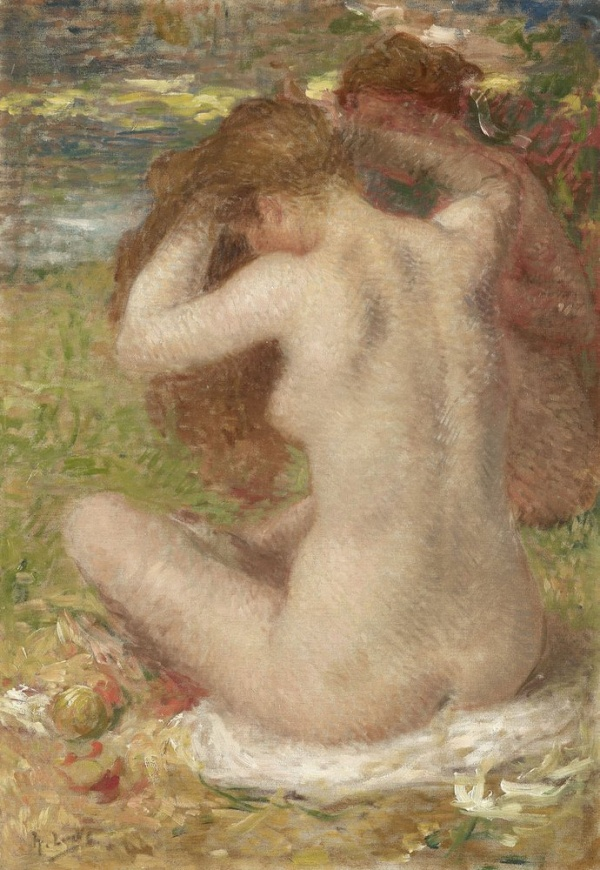
Baadsters
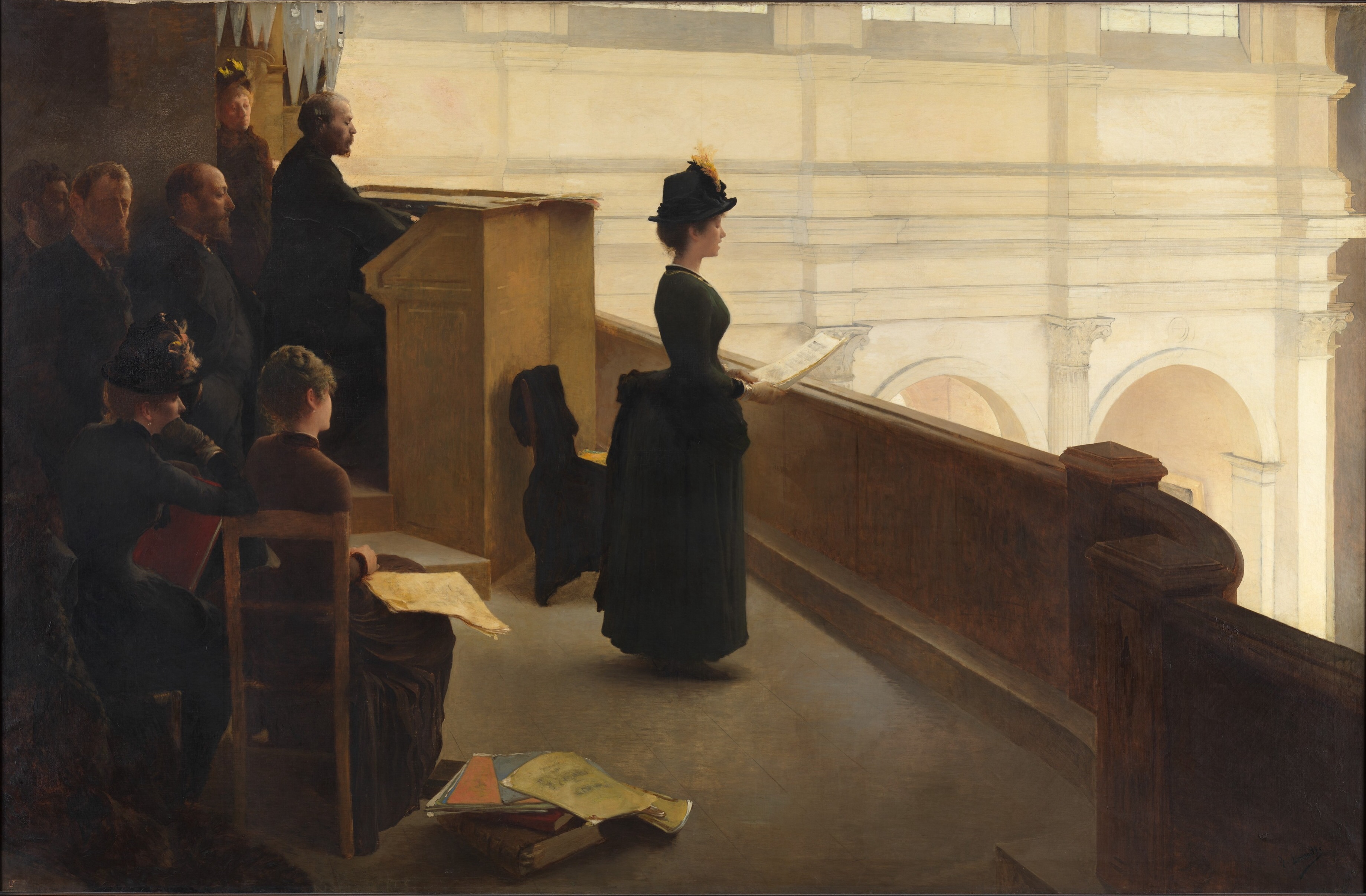
De orgelrepetitie
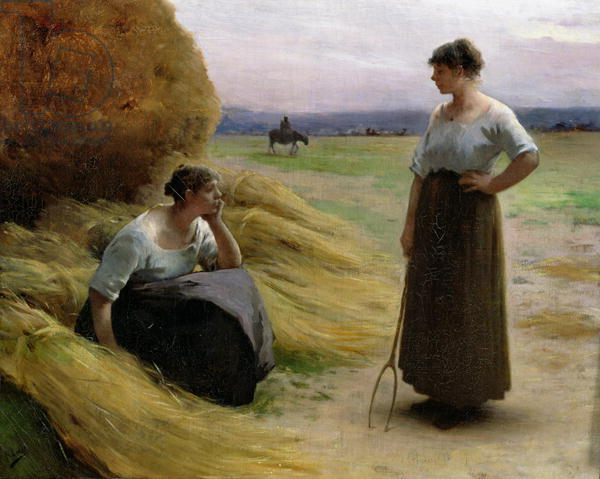
Oogstende vrouwen
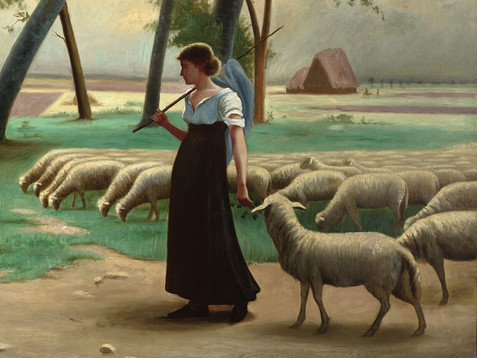
Schapenhoedster
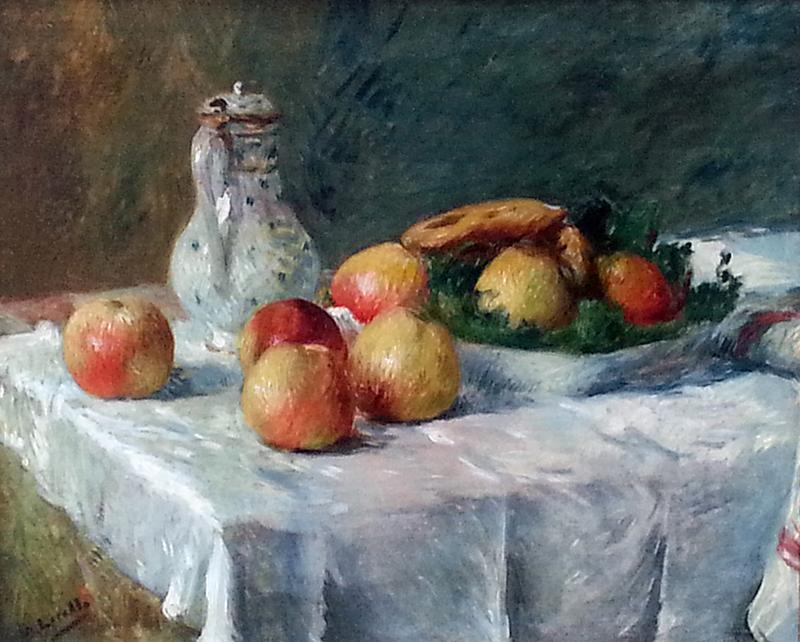
Stilleven met fruit
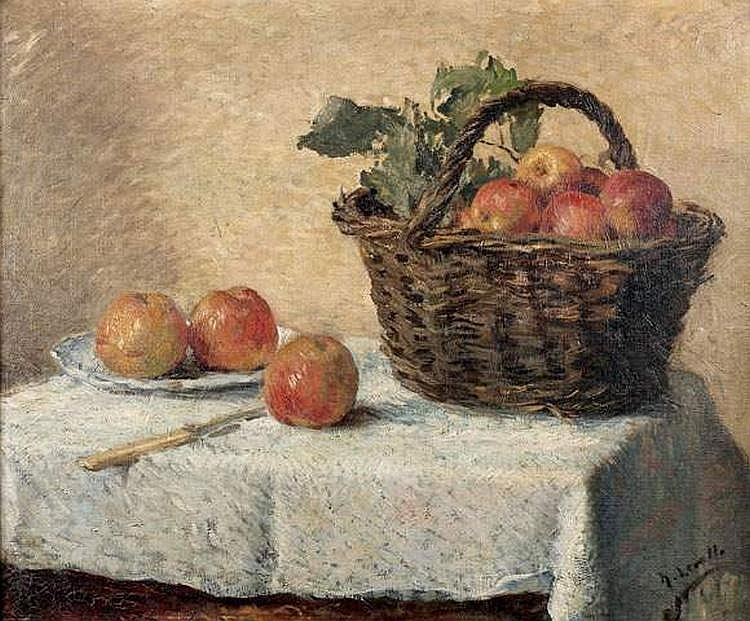
Stilleven met appels en mand
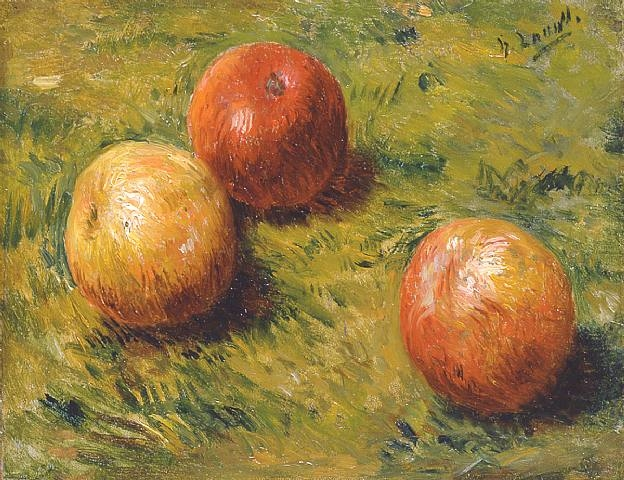
Appels

## Lerolles familie

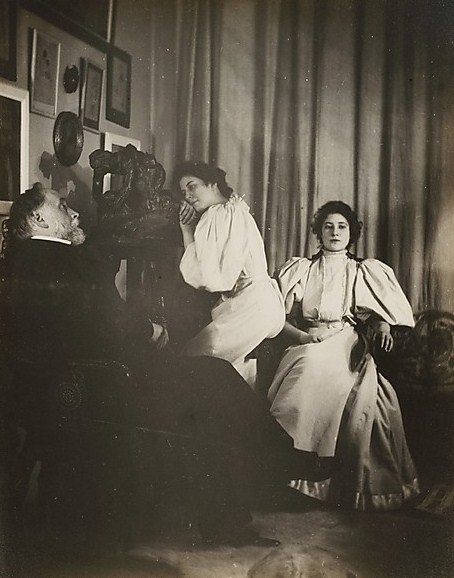
Degas: Zelfportret met Christine en Yvonne Lerolle, foto, 1895-1896
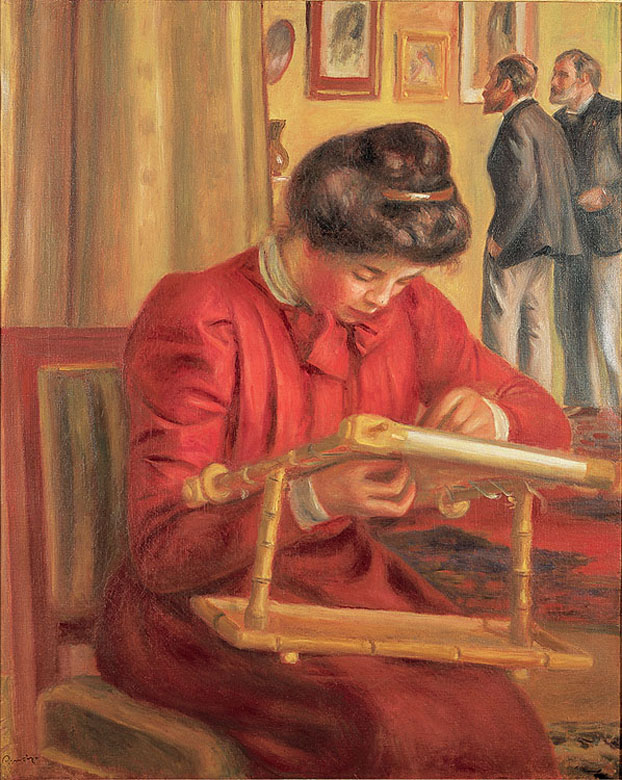
Renoir: Christine Lerolle aan het borduren, 1895
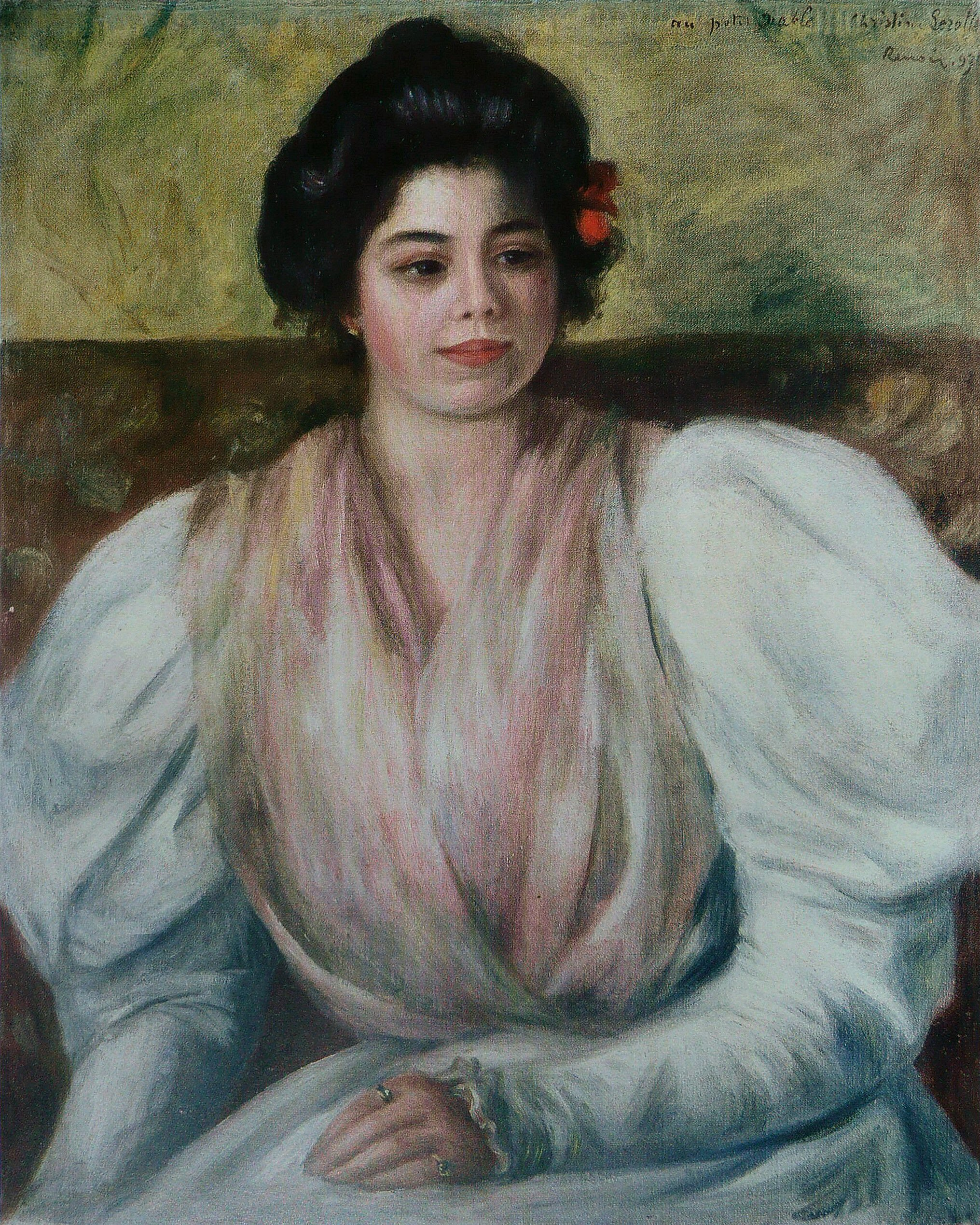
Renoir: Christine Lerolle, 1897
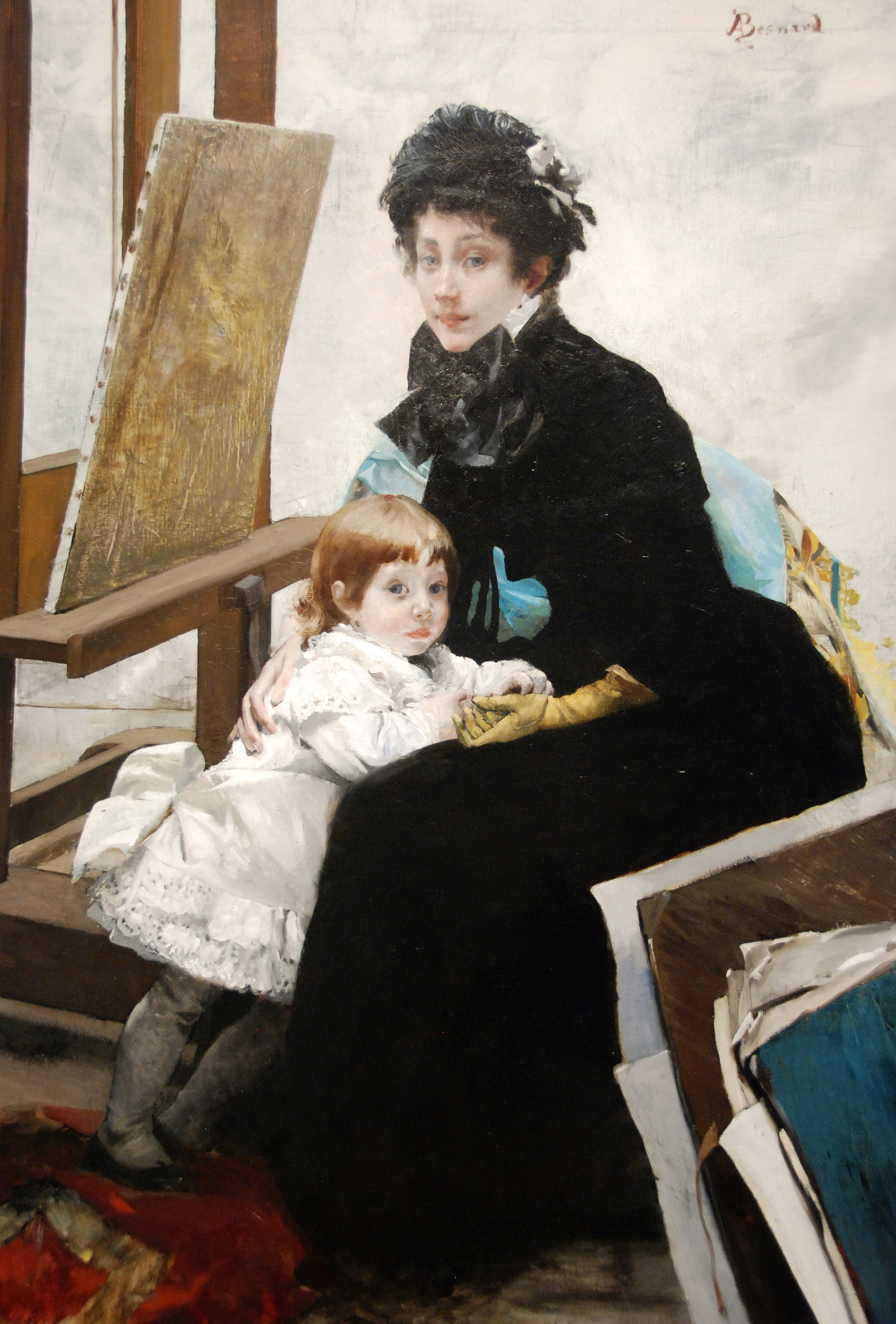
Besnard: Madeleine Lerolle en haar dochter Yvonne, 1879-1880
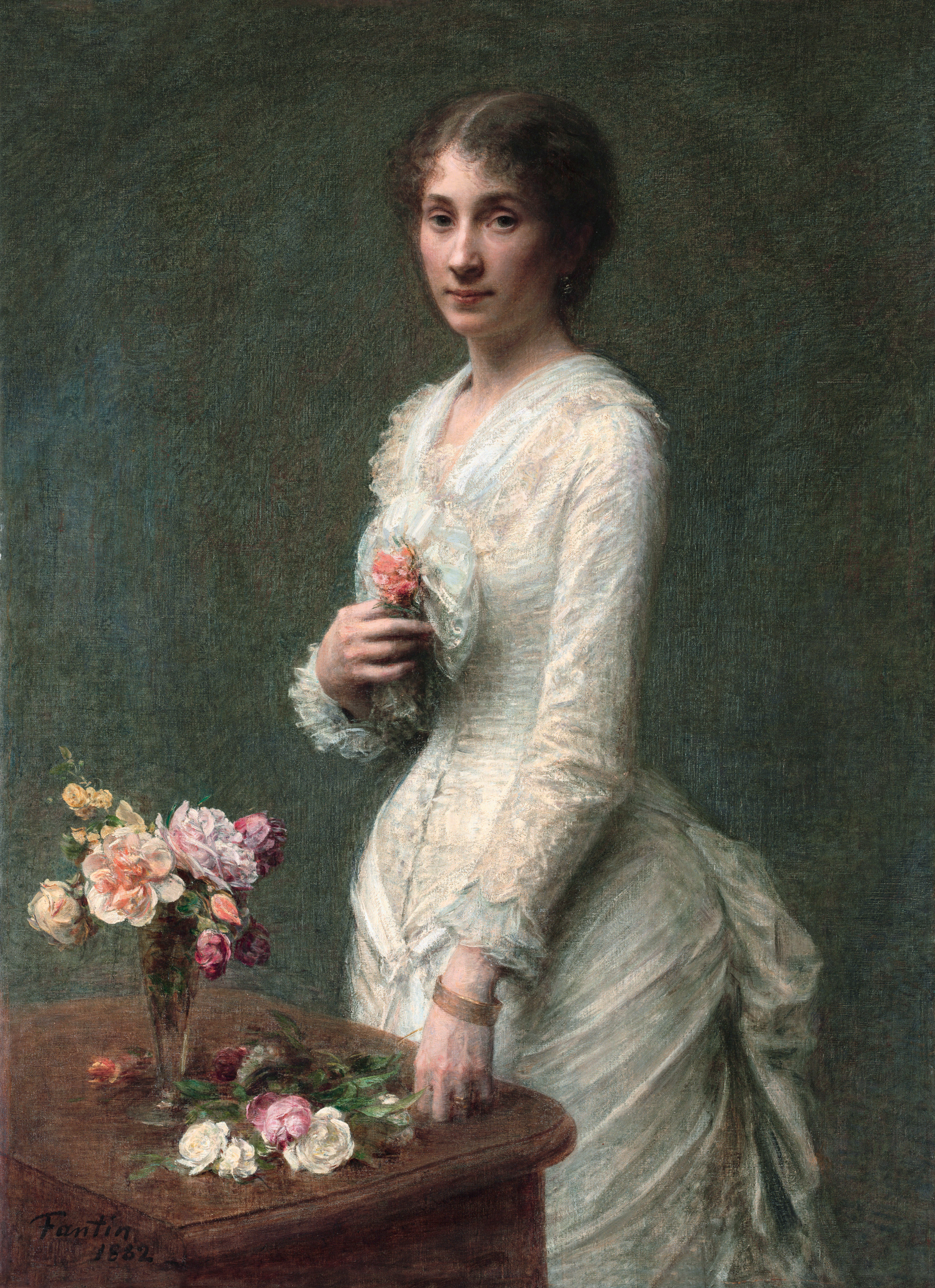
Fantin-Latour: Madame Lerolle, 1882
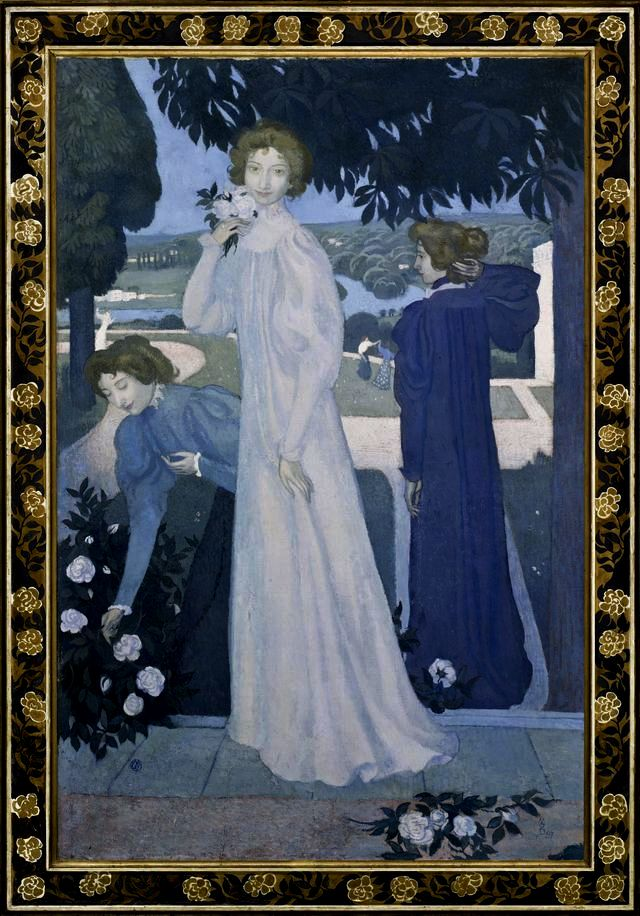
Maurice Denis: Yvonne Lerolle, 1897
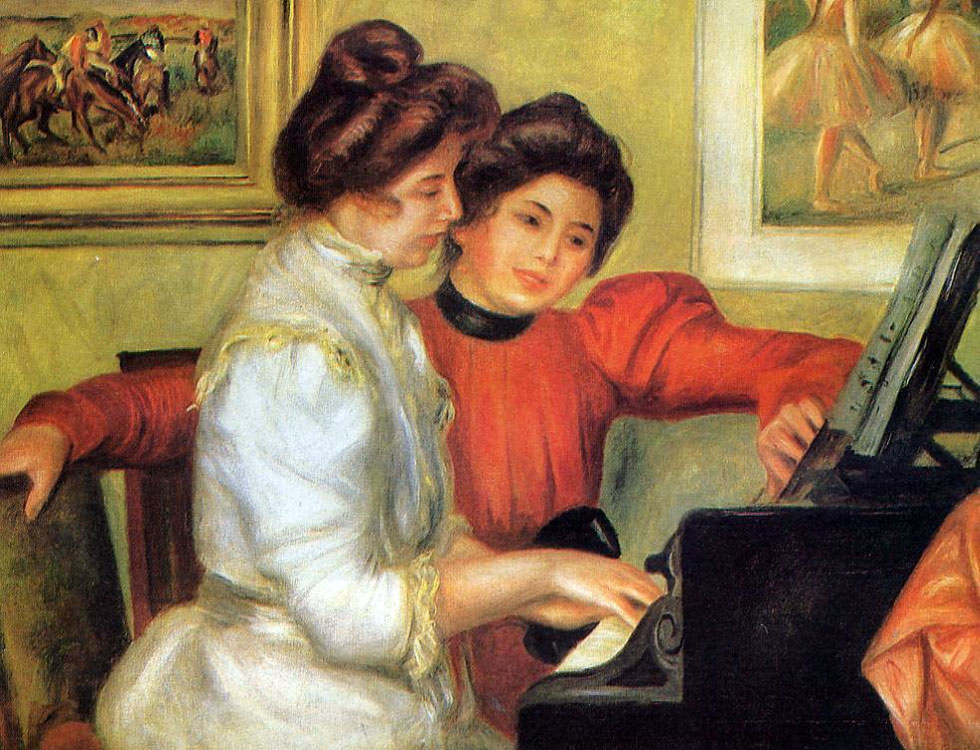
Renoir: Lerolles dochters Yvonne en Christine aan de piano, 1897-1898
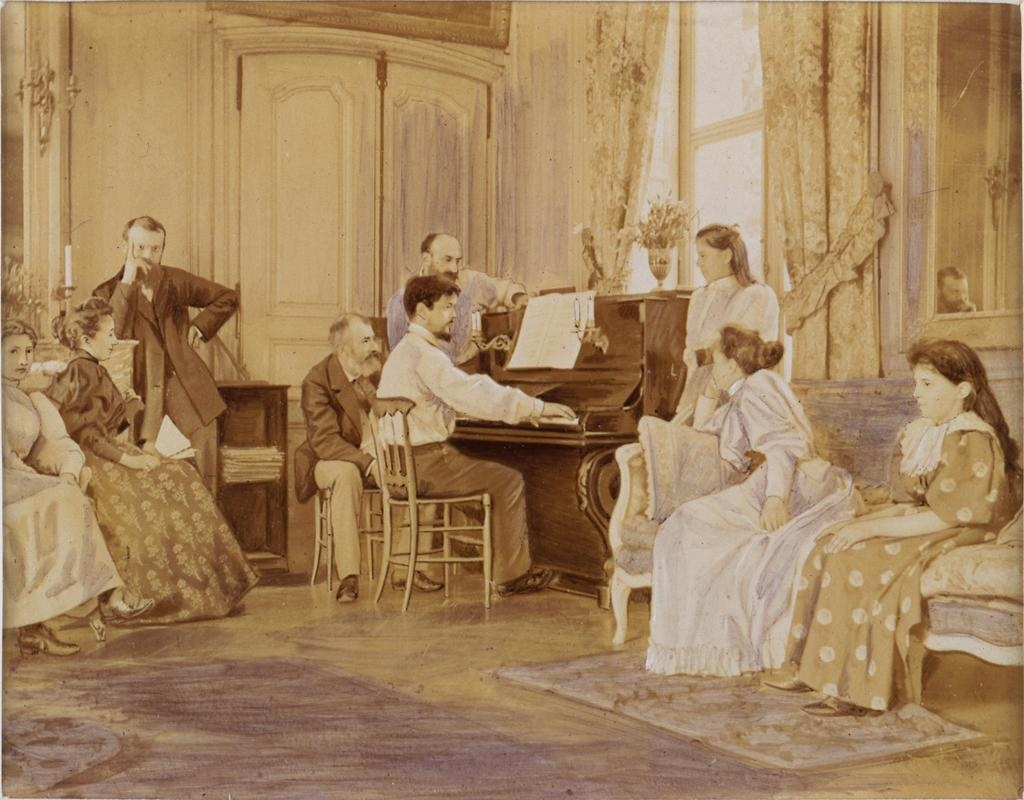
Debussy bij de Chaussons, 1893. V.l.n.r. Yvonne en Madeleine Lerolle, Raymond Bonheur, Henri Lerolle, Ernest Chausson, Debussy, Christine Lerolle, Jeanne en Etiennette Chausson.